# La Ville-ès-Nonais
La Ville-ès-Nonais è un comune francese di 1 068 abitanti situato nel dipartimento dell'Ille-et-Vilaine nella regione della Bretagna.

## Società

### Evoluzione demografica
Abitanti censiti